# Alcedo semitorquata
Alcedo semitorquata е вид птица от семейство Alcedinidae. Видът е незастрашен от изчезване.

## Разпространение
Разпространен е в Ангола, Ботсвана, Демократична Република Конго, Еритрея, Етиопия, Кения, Малави, Мозамбик, Намибия, Южна Африка, Южен Судан, Свазиленд, Танзания, Замбия и Зимбабве.